# Customer relationship management
 For alternative betydninger, se CRM.
Customer relationship management (CRM) som kan oversættes til kunderelationsstyring, dvs. et system til at indeholde relationer og transaktioner (Data) om kunder. Mange har historisk sat lighedstegn mellem CRM og IT-systemer, men dette er en meget smal og begrænsende fortolkning af begrebet.
CRM-systemer er skabt for at gøre det nemmere for en virksomhed at holde styr på relationer og transaktioner til/med sine kunder. Dette opnås i praksis når CRM-systemet benyttes til at indsamle, bearbejde, dele og anvende viden om kunder.
CRM bruges for at bibeholde og udvikle de gode kunder, i stedet for at bruge energi på at skaffe nye, og vil ofte være meget økonomisk effektivt, eftersom prisen for at skaffe en ny kunde ofte overstiger prisen for at sikre at en eksisterende kunde er tilfreds. 
CRM skal i mange brancher ses som markedsføring overfor eksisterende kunder, dvs. en styring af det traditionelle marketingmix overfor kunderne (det traditionelle marketingmix er jf. McCarthy (1965) Product, Price, Place og Promotion), dette er siden vidreudviklet af Kotler til de 7 P´er, hvor også People, Physical Evidence og Processes indgår.
Hvor mange produktorienterede virksomheder fokuserer meget på promotion-delen, vil de kundeorienterede virksomheder ofte fokusere på et bredere udsnit af marketing-mixet, herunder tilbyde specielle produkt-tilbud og/eller specielle priser foruden generelle promotion-tiltag samt hele service delen, med udgangspunkt i at skabe værdi for kunden og dermed også for virksomheden.
CRM er i en bredere forstand at opnå det nødvendige kendskab til kunderne, for derigennem at kunne servicere dem optimalt. CRM kan således munde ud i programmer som Tesco men også bare i løbende 'nålestiks-kontakter', hvorigennem kunderne bliver præsenteret for løsninger, der har til formål at få kunden til at føle at sig speciel i forhold til leverandøren, samt at leverandøren virkelig forstår kundens behov.
Change Management er ofte yderst relevant at fokusere på, særligt med henblik på implementeringen af både en CRM strategi og CRM software i en virksomhed.
CRM står for Customer Relationship Management. “CRM er konkurrencestrategier rettet mod at skabe værdi for såvel kunde som virksomhed baseret på en forståelse af kundens individuelle behov og præferencer.
CRM drives gennem virksomhedens kultur, dens holdning til kunder og medarbejdere, og værdiskabelsen understøttes af en række processer og systemer alle rettet mod at sikre, at den nødvendige og tilstrækkelige viden om kunderelationen er tilstede, når og hvor der er behov for den.”
Det kan også udtrykkes som en forretningsfilosofi der er strategisk forankret og som kommer til udtryk gennem kulturen i virksomheden og som understøttes gennem processer og målinger og som kan understøttes ved hjælp af IT-værktøjer
| Software | Spire Denne artikel om software og programmering er en spire som bør udbygges. Du er velkommen til at hjælpe Wikipedia ved at udvide den. |